# Companhia Nacional de Navegação Aérea
Die Companhia Nacional de Navegação Aérea (CNNA) war ein brasilianisches Luftfahrtunternehmen, das sich mit dem Transport von Luftfracht und Passagieren, sowie der Entwicklung und Produktion von Flugzeugen befasste.

## Geschichte
Auf dem 1. nationalen Luftfahrtkongresses von Brasilien 1934 schlug Antonio Guedes Muniz vor, Flugzeuge im eigenen Land zu produzieren, statt sie immer nur zu importieren. 1935 gründete Henrique Lage die Companhia Nacional de Navegação Aérea (CNNA). Das Unternehmen entwarf und produzierte mehrere Flugzeugtypen, bis der Betrieb 1951 eingestellt wurde. Die größten Erfolge für das Unternehmen waren die M-7, M-9, HL-1 und HL-6, die von der brasilianischen Regierung für die Aeroklubs und die Luftwaffe des Landes erworben wurden.

## Produkte
- Muniz M-7
- Muniz M-9
- CNNA HL-1 (manchmal als Muniz M-11 bezeichnet)
- CNNA HL-2
- CNNA HL-3
- CNNA HL-6
- CNNA HL-8
- CNNA HL-14
- Fairchild PT-19 – als PT-3FG bezeichneter Lizenzbau der PT-19A (232 Exemplare)